# Morane-Saulnier MS.406
Pour les articles homonymes, voir Morane (homonymie), Saulnier, MS et 406.
Le Morane-Saulnier MS.406 est le premier avion de chasse moderne des années 1930 à entrer en service dans les unités de l'Armée de l'air française, et un des avions de combat français les plus connus, avec le Dewoitine D.520, de la Seconde Guerre mondiale. Il est le premier chasseur français dépassant les 400 km/h, et l'un des deux appareils français de ce type construits à plus de 1 000 exemplaires, avec le Potez 63.

## Conception

### Le programme C1 de 1934

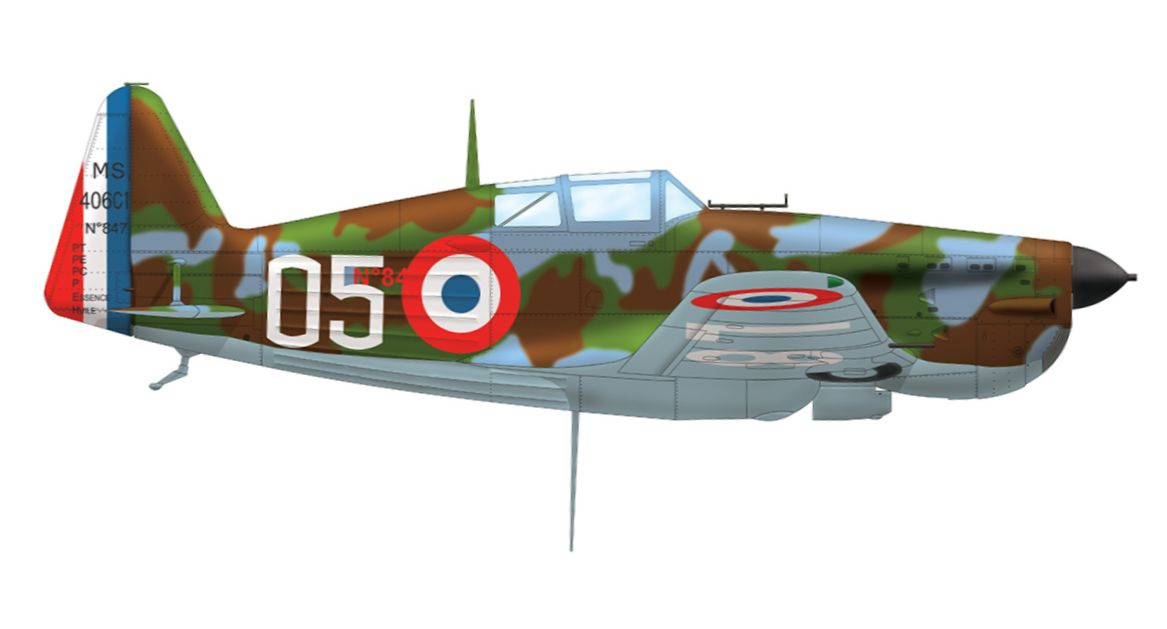

Morane-Saulnier MS 406 C1

Le 13 juillet 1934, le Service technique de l'aéronautique (STAé) lança un programme de chasseurs monoplace, dit « C1 », pour assurer le remplacement des Dewoitine D.500 et Loire 46. Ce programme fut modifié à plusieurs reprises et figé le 16 novembre 1935. Il donna naissance aux Loire 250, Dewoitine D.513, Loire-Nieuport LN 161, Morane-Saulnier MS.405 et Bloch MB.150.
Deux projets furent retenus : le Bloch MB.150 et ce Morane-Saulnier MS.405. Il s'agissait de monoplans à aile basse cantilever, cabine fermée et train d’atterrissage classique escamotable, mais le Bloch devait recevoir un moteur en étoile 14 cylindres Gnome et Rhône 14N de 900 ch et le Morane un Hispano-Suiza en ligne. Le MS.405 et ses suivants sont issus des plans dessinés par le directeur technique de Morane Saulnier, l'ingénieur des Arts et Métiers Paul-René Gauthier,,.
Le MS. 405 fut préféré à un autre prototype à moteur en ligne, le Loire-Nieuport LN 161, de construction intégralement métallique et aux performances supérieures en termes de vitesse, de plafond et de taux de montée (à 8 000 mètres en 9 minutes contre 24 pour le MS-406).

### Du MS. 405 au MS. 406

#### Essais

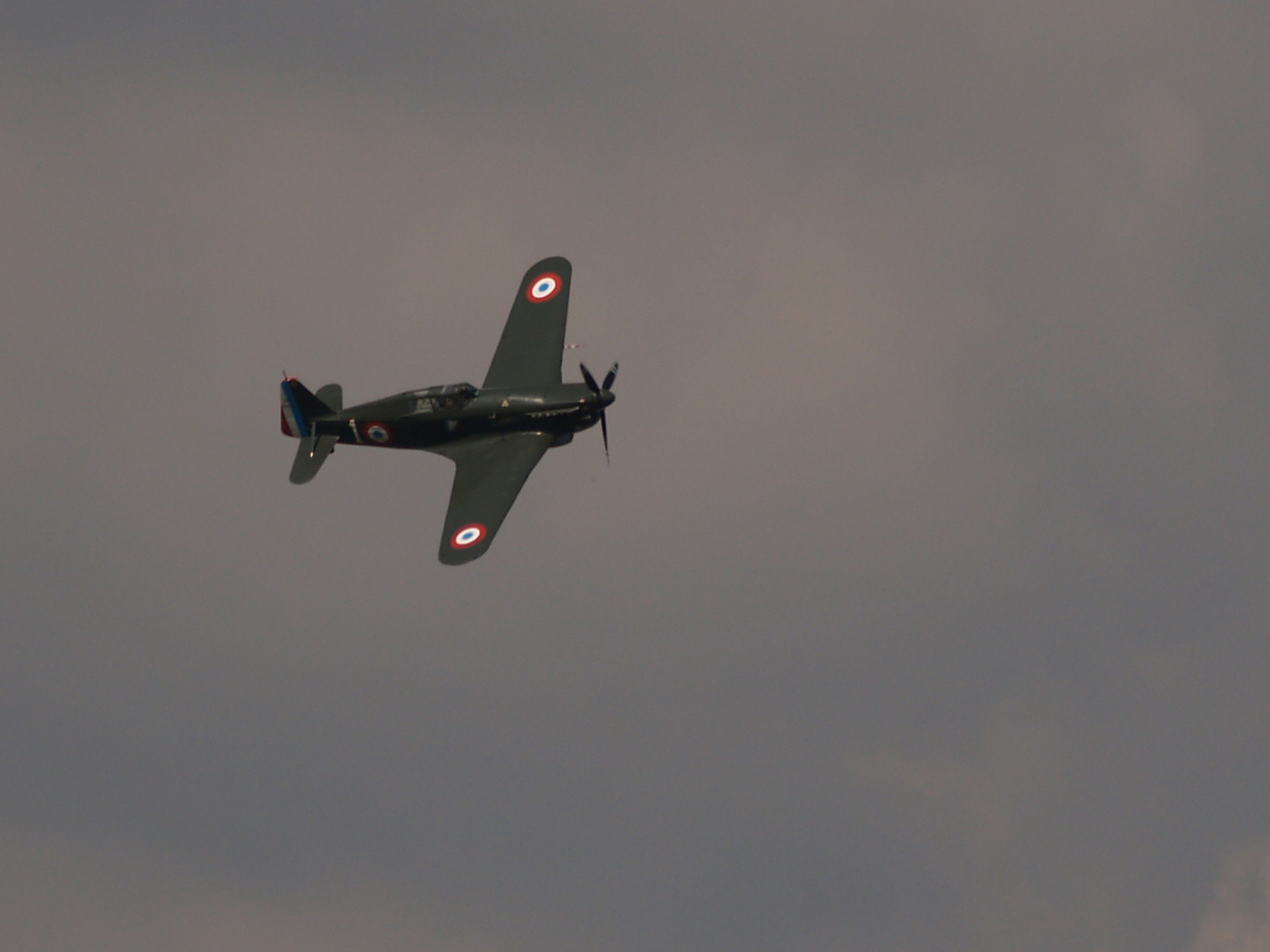
MS-406 au Rennes Airshow de 2007.

Le MS.405 n°1 effectua son premier vol le 8 août 1935, piloté par le fameux pilote d'essai Michel Détroyat avec un moteur Hispano-Suiza 12Ygrs de 860 ch. Le 20 janvier 1937 volait pour la première fois un second prototype, avec une voilure légèrement modifiée et équipé d’un moteur 12Ycrs. Cet appareil fut chronométré à 443 km/h. En juin 1937, le MS.405 no 01 participa au meeting aérien de Bruxelles-Evere, piloté par Detroyat. Durant ce meeting, il fut qualifié de « meilleur chasseur du monde ». Sur la route du retour, Detroyat poussa ce prototype au-delà des 400 km/h.
Le pilote d'essai Raoul Ribière (1902-1937) s'écrasa à pleine puissance à Rambouillet le 29 juillet 1937, après être monté au plafond du Morane-Saulnier MS. 405 lors d'essais pour le CEMA.
Le pilote lituanien L. Mikenas crasha le MS-406 01 le 18 décembre 1937, au cours d'essais effectués pour son gouvernement, et se blesse.

#### Commandes

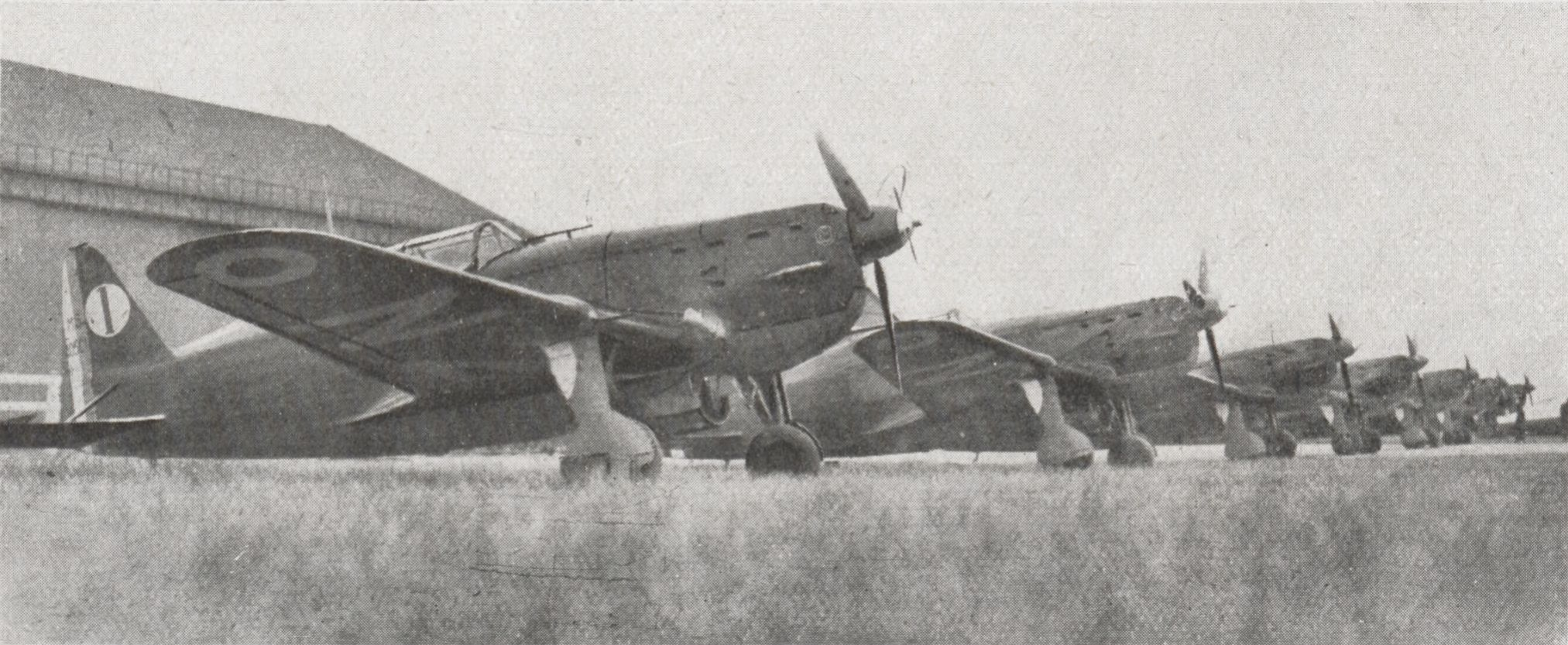
Un groupe de MS.405 rassemblés à Villacoublay en 1938.

Par marché 274/7, le ministère de l’Air commanda 16 appareils de présérie dès le 1er mars 1937. Ces appareils, tous livrés en 1937, permirent de tester différentes motorisations, des équipements et des modifications de structure. Le quatrième avion de présérie, qui servit de modèle à la version de série MS.406, était équipée d’un moteur Hispano-Suiza 12Y-31 de 860 ch doté d’un radiateur escamotable. Et c’est là que le bât blessait : pour voler plein gaz il fallait abaisser le radiateur, mais sa trainée réduisait les performances. S’il était remonté, il fallait réduire les gaz pour éviter une surchauffe du moteur.
Les appareils n°12 et 13, sans radiateur semi-rétractable mais avec un Hispano-Suiza 12Y-31, furent rebaptisés « MS.406H » et livrés à la Suisse.
Trente cinq MS.405 supplémentaires furent commandés en avril 1937 par marché 327/7. Ils furent, notamment, utilisés par l'école de pilotes de chasse de Chartres, le Centre d'instruction de la chasse (CIC), implanté sur la base aérienne 122 Chartres-Champhol, entre 1939 et 1940.

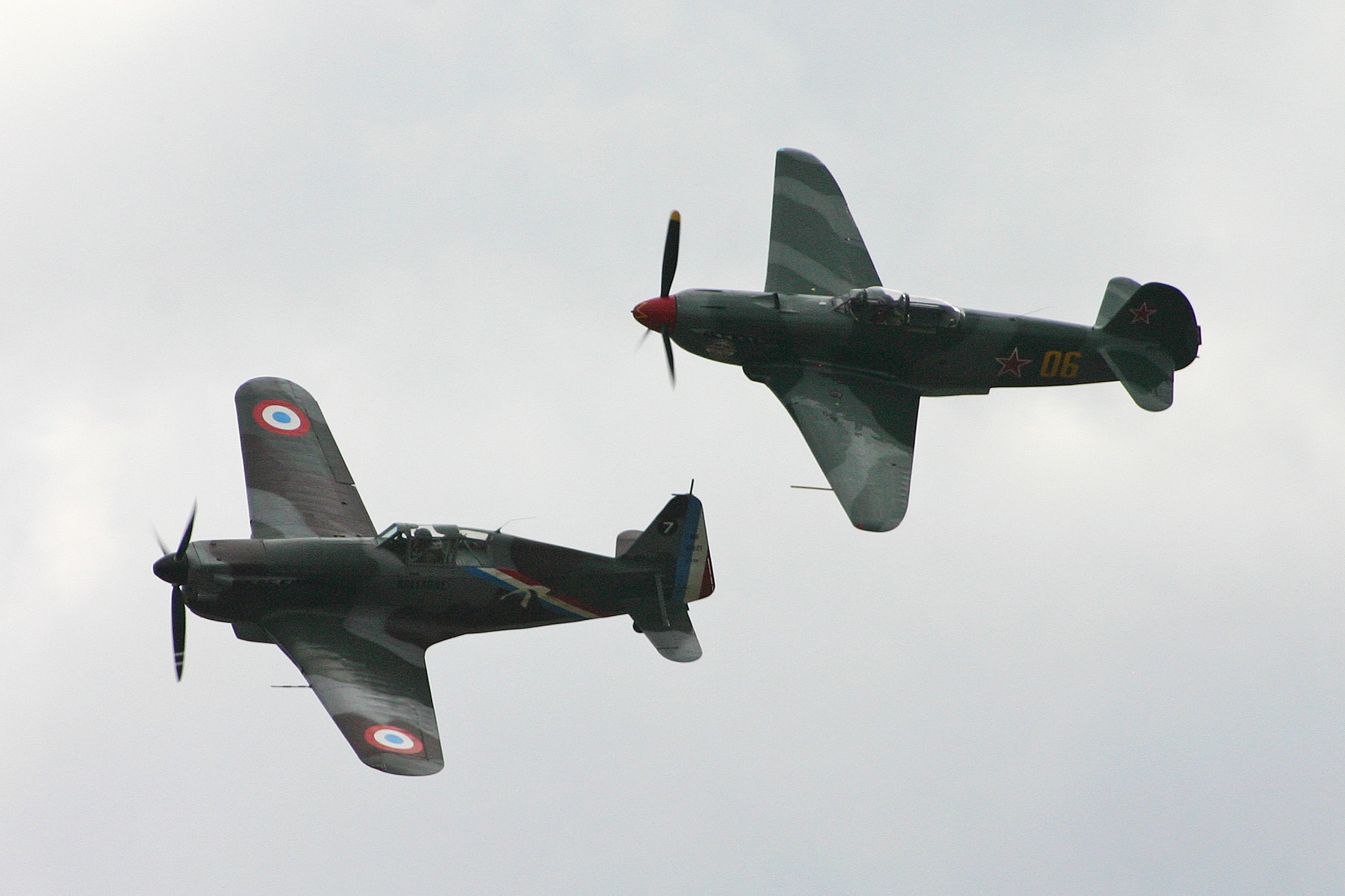
Un D-3801, version du Morane-Saulnier MS.406 construit en Suisse en 1942 et un Yak-9UM russe construit dans les années 1990 sur les plans du modèle d'origine (2011).

Il y avait urgence à rénover l'aviation de chasse française, et le marché 1959/8, signé le 12 janvier 1938, portait sur 905 avions dont la construction était répartie entre les SNCAO (fuselage), SNCAC (voilure) et SNCAM (empennage).
Mais le MS.406 était un avion complexe à construire, qui demandait 16 000 heures de travail par appareil, à comparer aux 4 500 heures du Messerschmitt Bf 109 E ou aux 6 000 à 8 000 heures du Dewoitine D.520.
Les premiers exemplaires n'entrèrent donc en service qu'en décembre 1938.
Il ne semble pas que les exemplaires de série aient atteint la vitesse maximale de 486 km/h attribuée, encore de nos jours, au modèle. Divers documents d’époque, émanant de l’état-major ou des services techniques, concordent pour attribuer à ces appareils une vitesse de 465 km/h.

### Description
L'avion est de construction métallique, avec un moteur en ligne Hispano-Suiza de 12 cylindres en V, une voilure basse monoplan et cantilever, un cockpit fermé et un train d'atterrissage rétractable.

#### Fuselage
Le fuselage est constitué d'un assemblage de quatre longerons en tube de duralumin, de cadres dans la partie avant, de montants et de traverses dans la partie arrière, avec un croisillonnement rigide à l'avant et souple à l'arrière. La partie avant est revêtue de tôles et l'arrière est entoilé.

#### Plans alaires

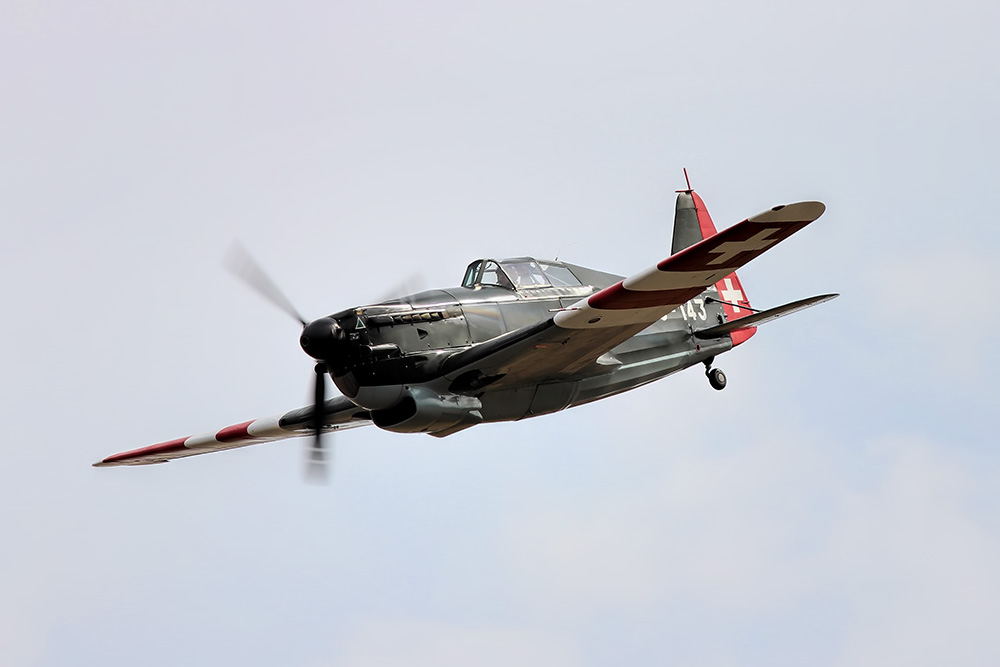
Morane-Saulnier MS-412 lors du Duxford Flying Legends de 2015.

La voilure a la forme en plan d'un trapèze à l'extrémité arrondie. La structure est constituée de deux longerons reliés par des nervures en acier inoxydable disposées à la perpendiculaire, en oblique et formant des triangles. Ce dispositif est installé sur toute la longueur de l'aile du MS 405. Sur le MS 406, il n'est présent que sur la moitié de l'aile située au plus près du fuselage, pour alléger et simplifier la structure. Les nervures sont soudées électriquement. Le revêtement d'aile est en plymax, un composite de contreplaqué d'okoumé et de tôle d'aluminium collés.
Les ailes sont dotées d'ailerons équilibrés aérodynamiquement et statiquement, encastrés sur la moitié de l'envergure et de volets d'intrados hypersustentateurs, placés entre l'aileron et le fuselage.
Les empennages sont constitués de longerons en U en duralumin et d'un revêtement en tôle raidie par des nervures. L'empennage horizontal est renforcé par deux mâts fixé sur l'extrados.

#### Train d'atterrissage
Le train d'atterrissage est rentrant et ses deux jambes s'effacent dans les ailes. Chaque jambe est masquée par une tôle fixée à l'extérieur, équipée d'un amortisseur et se rétracte hydrauliquement. Elle supporte un pneu à basse pression équipé d'un frein hydraulique. La béquille de queue est amortie et fixée à l'extrémité arrière du fuselage.

#### Motorisation
Un bâti moteur relie le fuselage au groupe propulseur. Ce dernier est un moteur Hispano-Suiza 12Y-31 de 860 ch, doté d'un compresseur et d'un radiateur escamotable. L'alimentation en carburant est effectuée par un réservoir en duralumin rivé, qui n'est ni largable ou protégé, mais doté d'un dispositif de vide-vite.

#### Armement et équipement

##### Armement
L'armement comprend un canon de 20 mm Hispano-Suiza HS-404 fixé sur le moteur, tirant à travers l'hélice, et deux mitrailleuses de 7,5 mm MAC 34, une dans chaque aile.
Le tir des deux MAC 34 permet de délivrer 40 projectiles par seconde (2 × 1 200 coups/min : 2 400 coups/min) ou 0,496 kg, avec la balle lourde mle 1933 D (balle de 12,35 g pour armes automatiques). Les ailes contiennent un chargeur de 300 coups par arme, soit un total de 600 projectiles, ou 15 secondes de tir.
Le canon HS-404, apparu en 1938, a un rythme de tir de 600 à 700 coups par minute, soit 11,6 coups par seconde ou 1,5 kg, avec l'obus explosif incendiaire 20 × 110 mm de 130 g. Une réserve de 60 obus contenue dans un tambour assure 5 secondes de tir à cadence maximale.
Les commandes de tir sont pneumatiques. Une cinémitrailleuse est installée sous l'aile gauche.

##### Équipements
Le capot vitré du cockpit est monté sur des glissières. L'ouverture et la fermeture sont réalisées avec une manette et le largage en vol au moyen d'une poignée dédiée.
L'air de la cabine peut être réchauffé à la température désirée et le siège est réglable en hauteur au cours du vol.
Pour faciliter la lecture, la planche de bord est divisée en quatre groupes, les instruments de contrôle du moteur, de navigation (compas, contrôleurs de vol, altimètre, anémomètre et altimètre sensible pour l'atterrissage), de conduite de tir et de contrôle de l'atterrisseur et des volets d'intrados.
L'installation radio est un émetteur/récepteur sur ondes ultra-courtes, avec deux antennes pour émettre et recevoir simultanément.
L'installation de vol de nuit comprend des feux de position, un éclairage des instruments, deux bombes Michelin et deux fusées d'atterrissage.

## Variantes

### MS.406H
La Suisse acheta deux MS.406H,, combinant la cellule du MS.405 et la motorisation du MS.406 avec une instrumentation spécifique et sans armement, ni plaque de blindage et arceau de sécurité. Le premier fut livré en septembre 1938, le second en avril 1939. À la suite des résultats de l'évaluation une licence de production fut achetée.

#### Le D-3800
Le chasseur étant produit par la firme EKW sous la désignation D-3800, tandis que le moteur Hispano-Suiza 12Y-31 fut changé pour un 12Y-77, de même puissance, construit sous licence par Adolph Saurer AG. Les Suisses remplacèrent les mitrailleuses alimentées par tambour par des mitrailleuses Modèle 1929 Waffenfakrik alimentées par bandes (le canon de 20 mm était un FM-K 38 Wafenfabrik), l'hélice Chauvière à deux pas par une Escher Wyss EW-V3 à pas variable et la béquille de queue par une roulette ; l'antenne radio fut déplacée vers l'avant. La vitesse maximale est de 443 km/h.
Huit appareils de présérie furent construits, suivis de 74 chasseurs de série, le dernier sortant d’usine en août 1940. Deux machines supplémentaires furent réalisées en 1942 à partir de pièces détachées, ce qui porte le nombre total construit à 84.

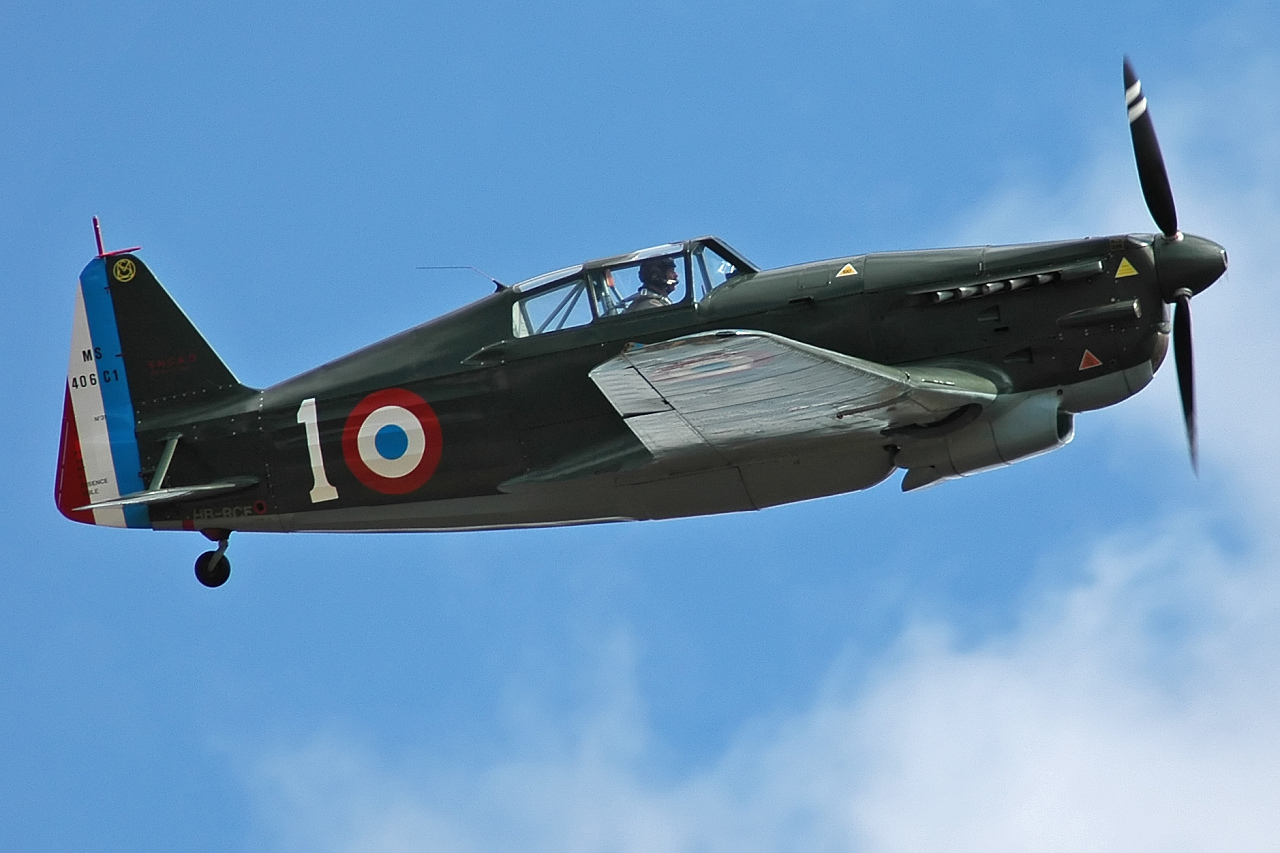
Le D-3801 no 194, sorti de l'usine EFW en 1942.

L'appareil entra en service au sein de trois Fliegerkompagnien au début de l'année 1940.

#### Le D-3801
Le D-3800 se révèle inférieur au Messerschmitt Bf 109 E-3, qui équipe également les troupes d'aviation suisses. Un moteur Hispano-Suiza 12Y-51 de 1 020 ch, développé par Adolph Saurer AG, remplace le 12Y-77 ; on le dote de pipes d'échappement à effet propulsif, protégées par un carénage, tandis qu'un radiateur fixe avec un carénage plus aérodynamique est monté. La vitesse maximale est de 500 km/h.

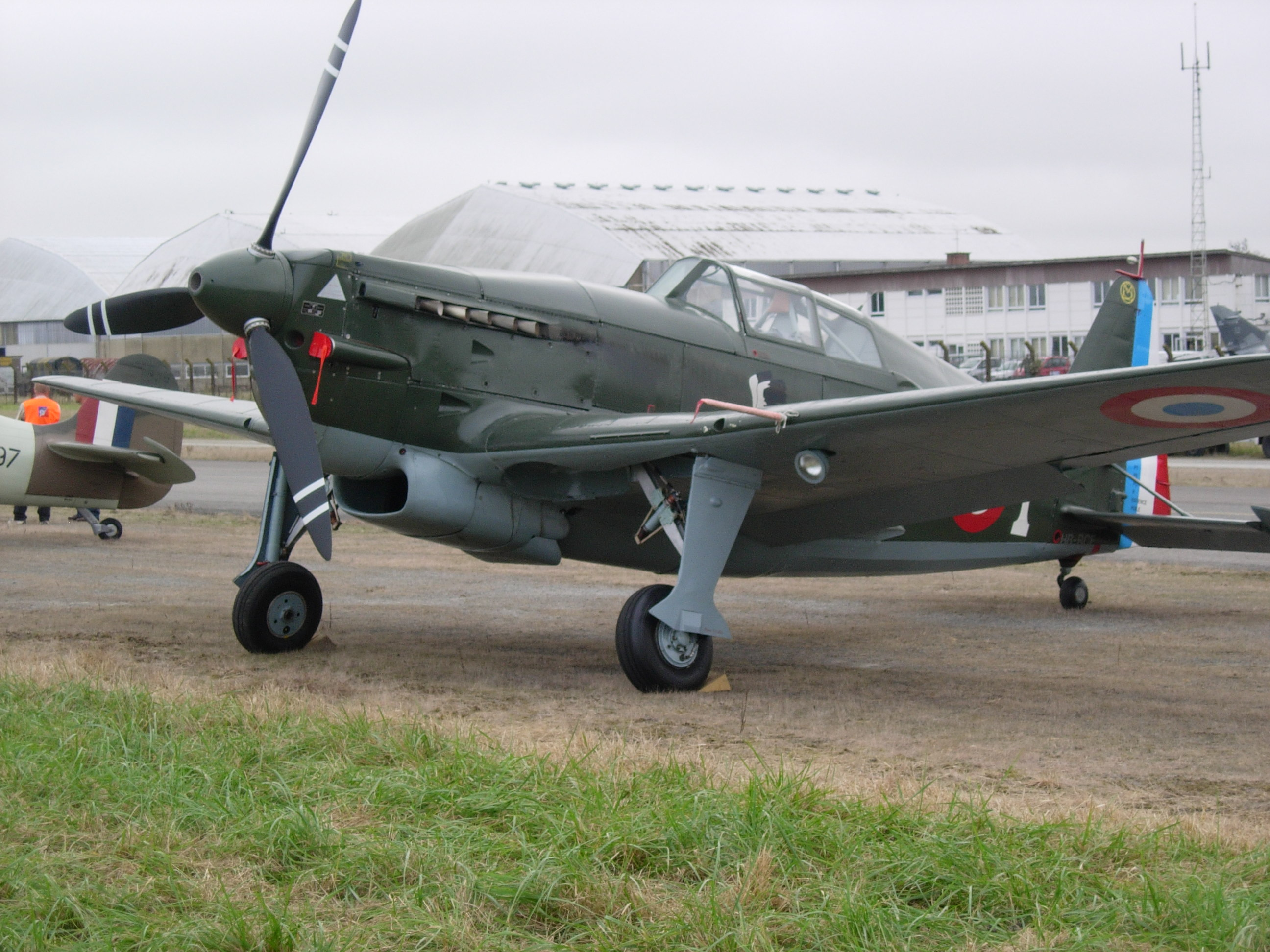
Ex-[J-143], du pilote Éric Chardonnens, qui le maintient en état de vol avec l'aide de l'association Morane Charlie Fox, sous l'immatriculation civile [HB-RCF] (2007).

La protection du pilote est également améliorée avec le montage d'un pare-brise blindé et d'un blindage interne. Quelques équipements sont également modifiés.
La production débute en octobre 1939 et les premières livraison ont lieu en décembre 1940. Fin 1942, 180 machines ont été réceptionnées ; 10 autres seront produites entre 1943 et 1945, puis 17 dernières machines vers 1947/48. De plus, en 1943, les D-3800 encore en service furent modifiés pour se rapprocher du standard D-3801, sans toutefois perdre leur désignation originale.

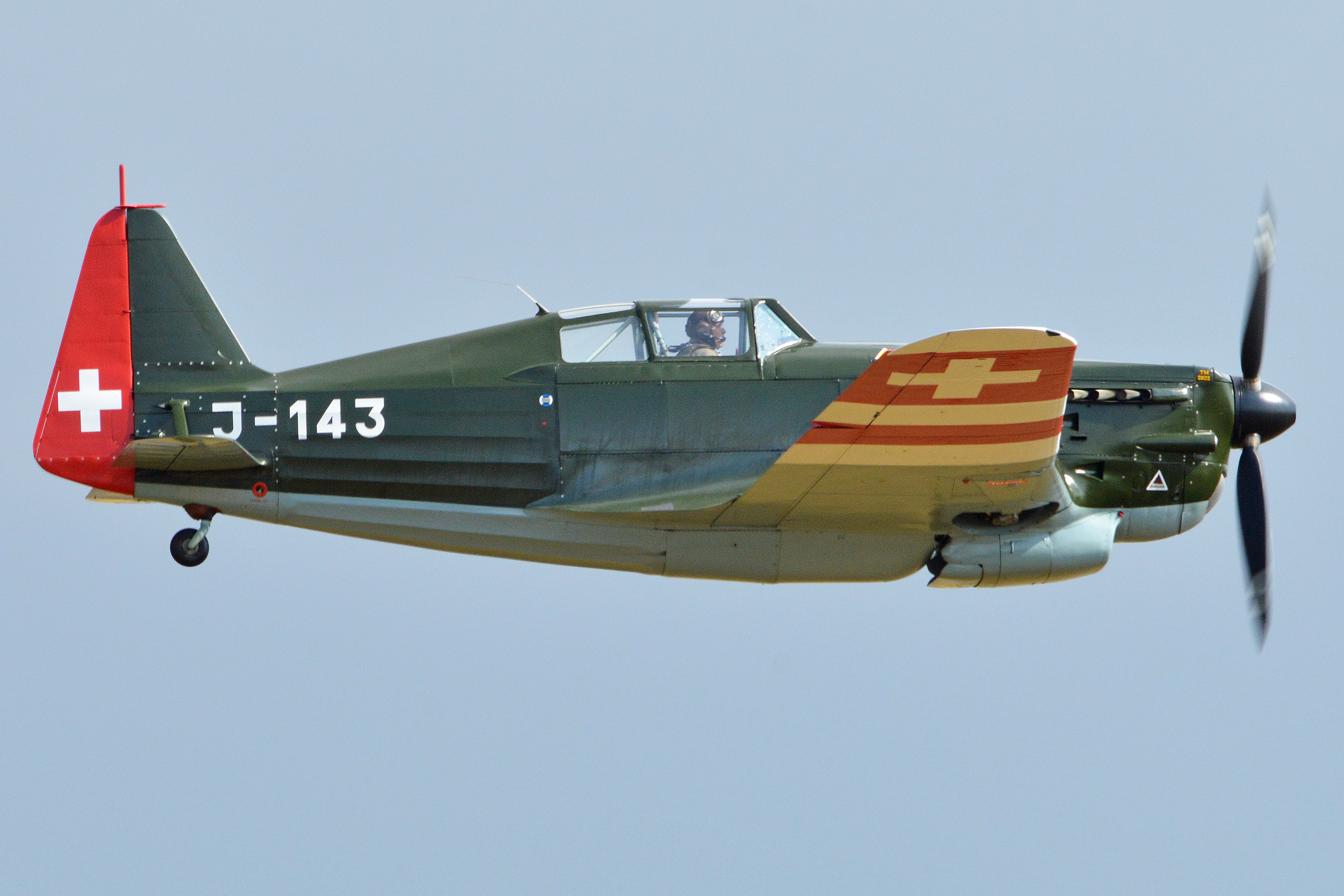
Morane-Saulnier D-3801 'J-143' (HB-RCF) aux couleurs suisses post-Overlord (2013)

En France, l'appareil est dénommé MS.412 par certaines sources et MS. 506 C1 par d'autres.
Le D-3801 no 194, sorti de l'usine EKW en 1942. Les trois photographies ci-dessous montrent précisément cet avion (EFW D-3801 no 194 [HB-RCF], ex-[J-143]).

#### Le D-3802
Le Doflug D-3802, un développement dans la lignée des Morane-Saulnier construits sous licence en Suisse, fut peut-être inspiré par le MS.450. L'avion était affiné aérodynamiquement par rapport à ce dernier. Il fut équipé d'un moteur-canon Saurer YS-2 de 1 250 ch (dérivé de l'Hispano-Suiza 12Y) doté d'un 20 mm et quatre mitrailleuses ou deux canons d'aile. L'avion vola le 29 septembre 1944 et atteignit la vitesse de 574 km/h. Il fut produit à onze exemplaires dans la version améliorée D-3802 A et retiré du service en 1956. Sa désignation française est MS 540,.

#### Le D-3803
Un dernier dérivé fut construit en 1944, le Doflug D-3803. Le fuselage subit un important travail d'amélioration de l'aérodynamique et le moteur Saurer YS-3 vit sa puissance portée à 1 430 ch. Le prototype atteignit la vitesse de 636 km/h mais ne connut aucune production. La Confédération suisse préféra acheter des surplus de North American P-51D à bon prix et s'intéresser aux avions à réaction.

### MS.408
Version avec un moteur plus puissant et une voilure différente. Un prototype fut produit.

### MS.409
Première tentative d'amélioration du MS.406 avec un radiateur différent et un moteur différent.

### MS.410
Le MS.406 aurait dû être remplacé en première ligne par le Dewoitine D.520. Mais, le 10 mai 1940, dix groupes de chasse étaient encore équipés de Morane, ainsi que quelques patrouilles de DAT. Dans l'attente, le MS.410, une version améliorée du MS.406, avait été retenue en avril 1940. Cet appareil se distinguait par un radiateur fixe, une voilure renforcée pour recevoir 4 mitrailleuses à bandes et des pipes d'échappement à effet propulsif permettant de porter la vitesse maximale à 509 km/h. Il était prévu de modifier 621 MS.406 en MS.410, mais le programme fut arrêté à la mi-mai 1940 et une dizaine appareils seulement furent achevés avant le 25 juin 1940, d'autres restant incomplets. Le programme reprit cependant sous l’occupation au profit de l’Aviation de Vichy, 75 exemplaires étant probablement modifiés. Mais peu de MS.410 furent effectivement mis au standard. Certains conservèrent leur échappement d'origine, d'autres leur radiateur escamotable.

### MS.411
Cette évolution du MS.410 répondait à une demande de la Suisse, équipé d’un moteur Hispano-Suiza 12Y-45. L'appareil était en cours de développement au moment de l’armistice de 1940.

### MS.412
Pour certains auteurs, il s'agit d'une amélioration du MS.410, avec un circuit de refroidissement différent, pour d'autres du D-3801. Dans le premier cas, cela ne déboucha sur aucune production.

### MS.435
Le Morane-Saulnier MS.435 était une version d'entraînement biplace. Le prototype décolla pour son premier vol le 6 décembre 1939. Une commande de 60 exemplaires fut passée mais aucun ne fut construit, à la suite des conséquences de la bataille de France.

### MS.436
L'appareil est affecté au commandant Marcel Coadou qui le baptise Bretagne.

### MS.450
Le Morane-Saulnier MS. 450 était un développement largement remanié du MS.406, issu d'une demande officielle édictée en 1937. Son fuselage monocoque métallique était constitué de dural, les ailes gardant le même mode de construction que son prédécesseur avec une couverture en Plymax. Le propulseur était un moteur-canon Hispano-Suiza 12Y51 de 1 050 ch armé d'un HS-404 de 20 mm et de deux mitrailleuses d'aile. Les prototypes construits à trois exemplaires atteignirent la vitesse de 560 km/h.
Le Dewoitine D.520 lui fut préféré. L'avion a peut-être inspiré le développement du D-3802.

### MS.540
Voir D-3802.

### Mörkö Moraani / Mörkö Morane
Le 4 février 1943 prit l’air un curieux MS.406 modifié en Finlande avec un moteur Klimov M-105P de 1 100 ch entrainant une hélice VIsh-61P. Le moteur, un dérivé russe de l’Hispano-Suiza 12Y, dont il avait donc les dimensions, avait été capturé en grande quantité par la Wehrmacht. Ce prototype était en outre équipé d'un canon MG 151/20 de 20 mm tirant à travers le moyeu d’hélice. Le montage d’un radiateur d’huile de Me 109G rendait nécessaire de modifier le dessin du capot-moteur et quelques renforts locaux de structure furent jugés opportuns. Il fut décidé de modifier tous les MS.406/410 en service, mais trois appareils seulement avaient été convertis, prototype compris, avant la fin du conflit russo-finlandais en 1944. Au total 41 Mörkö Moraani furent convertis, mais le manque de canons allemands entraina le remplacement du MG-151 par une mitrailleuse UBS de 12,7 mm. Ces avions restèrent en service jusqu’en septembre 1948, mais ne furent mis au rebut que quatre ans plus tard.

## Production
- MS.405 : 2 prototypes et 15 avions de présérie.
- MS.406 : Entre 1 083 et 1 094, dont 75 environ modifiés en MS.410.
- MS.406H/D-3800  : 2 prototypes construits par Morane-Saulnier et 84 sous licence en Suisse comme D-3800.
- MS.412/D-3801  : 207 appareils.
- MS.450/Doflug D-3802 : 3 prototypes Morane-Saulnier et 11 appareils suisses.
- MS.540/Doflug D-3803 : 1 prototype suisse.

## Pays utilisateurs

### France

#### La «drôle de guerre» et le temps des désillusions
Fin août 1939, au moment de la mobilisation, 572 MS.406 équipaient 12 groupes de chasse de l’Armée de l’Air :
- Métropole : GC I/2, II/2, III/2, I/3, II/3, III/3, II/6, III/6, II/7 et III/7.
- Afrique du Nord : GC I/6 et I/7.

Dès le début de la « drôle de guerre », l'un des « Meilleurs chasseurs du monde » se montra dépassé : les radiateurs inadaptés empêchaient l'avion de soutenir sa vitesse maximale plus de quelques minutes sans surchauffe, les commandes de tir des mitrailleuses gelaient au-dessus de 5 000 m et les chargeurs de munitions limitaient le temps de tir. Plus grave, la vitesse de pointe, le taux de montée ascensionnelle et le plafond du monoplace français étaient insuffisants pour intercepter les avions allemands.
Les performances annoncées par les services officiels sont sujettes à caution. Elles sont contredites par la notice de manœuvre du Curtiss H-75 A1, considéré comme supérieur sur la vitesse maximale (485 km/h à 4 000 m) et le taux de montée (0 à 7 000 m en 11 minutes, 636 m/min ou 10,60 m/s pour le H-75 A1 et 18 minutes, 388 m/min ou 6,48 m/s pour le MS. 406) par rapport au MS. 406.

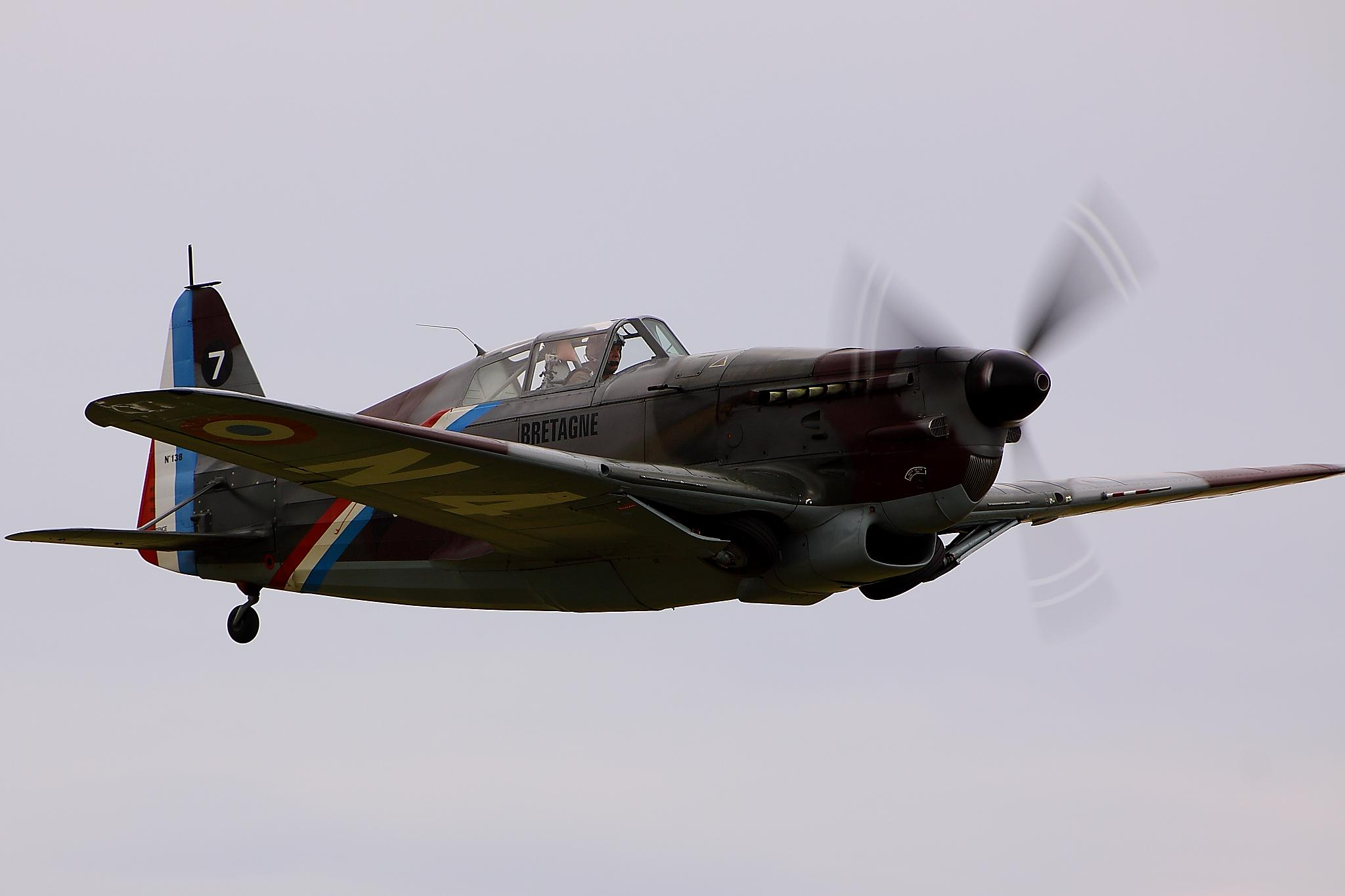
MS-406 aux couleurs de l'Armée de l'Air

Ainsi, face au Bf 109E, apparu fin 1939 et supérieur en tous points, les pilotes français ne pouvaient plus compter que sur la capacité du MS.406 à encaisser les coups et à rentrer malgré d'importants dommages.
En 1940, la chasse française ne pouvait intercepter des bombardiers après une détection radar, faute d'un réseau cohérent. Les patrouilles de chasse repéraient en vol les groupes de bombardiers et les attaquaient en les rejoignant à l'aide de leur vitesse supérieure. Le MS 406 était doté de la plus faible vitesse des chasseurs de première ligne en mai 1940, et il ne pouvait soutenir une vitesse élevée sans rapide problème de surchauffe. Ses pilotes se plaignaient de ne pouvoir même rejoindre le plus lent des bombardiers allemands, le Dornier Do 17.
De même, les Junkers Ju 86P de reconnaissance stratégique volaient au début de 1940 à plus de 10 000 m voire 12 000 m et rendaient leur interception impossible pour un avion doté d'un plafond de 9 850 m.
Les plaintes des pilotes sur les lacunes du MS. 406 remontent très lentement à la hiérarchie, qui ne les prend en compte qu'en février 1940, pour y remédier sous la forme du MS. 410.
L'opposition entre Morane-Saulnier MS.406 et Messerschmitt Bf 109 souligne le retard technique et les lenteurs de l'aviation française. Le Bf 109 est issu d'un concours de juin 1934, en service en 1937 et rapidement développé en de nombreuses versions toujours plus performantes. Le Bf 109 E vole dès novembre 1938. Il constitue le principal chasseur allemand en service en mai 1940 et un adversaire largement supérieur au MS. 406.
Le Morane-Saulnier MS.406 était le chasseur numériquement le plus important au sein des escadrilles de chasse françaises jusqu'en mai 1940. Cette situation laissait le corps aérien français mal défendu face à la chasse et aux bombardiers de la Luftwaffe. Enfin, elle rendait possible la reconnaissance complète du dispositif militaire français par les forces allemandes.

#### La campagne de France

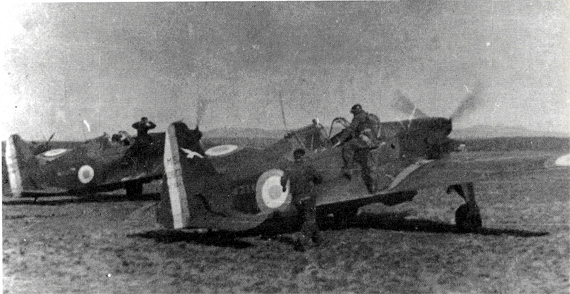
Deux MS.406 du groupe de chasse II/7 entre mars et le 11 mai 1940.

Le 10 mai 1940, au début de la campagne de France, on trouve les unités suivantes sur MS.406 :
- GC III/1 à Norrent-Fontes : 30 avions (20 dispo). Après avoir totalisé 30 victoires pour 19 avions perdus (5 pilotes tués), ce groupe fut dissous le 12 août 1940.
- GC I/2 à Toul-Ochey : 31 avions (27 dispo). Après avoir totalisé 25 victoires pour 12 avions perdus (5 pilotes tués), ce groupe fut dissous le 7 août 1940.
- GC II/2 à Laon-Chambry, dissous le 10 août 1940 avec 17 victoires et 14 avions perdus (8 tués).
- GC III/2 à Cambrai-Niergnies : 34 avions (28 dispo). Il a totalisé 22 victoires pour 20 avions perdus (3 pilotes tués) avant de passer sur Curtiss H-75 en juin 1940.
- GC I/3 à Cannes-Mandelieu : 17 avions (14 dispo), en cours de conversion sur D.520.
- GC II/3 au Le Luc : 25 avions (12 dispo), en cours de conversion sur D.520.
- GC III/3 à Beauvais-Tillé : 28 avions (23 dispo), en cours de conversion sur D.520.
- GC I/6 à Marseille-Marignane : 25 avions (12 dispo). Après avoir totalisé 14 victoires pour 20 avions perdus (11 pilotes tués), ce groupe fut dissous le 30 octobre 1940.Monument de Longpont (Aisne) en mémoire du Lieutenant André Monty (GC I/2) abattu le 8 juin 1940 par des Bf 109 et inhumé sur place parmi les restes de son MS.406

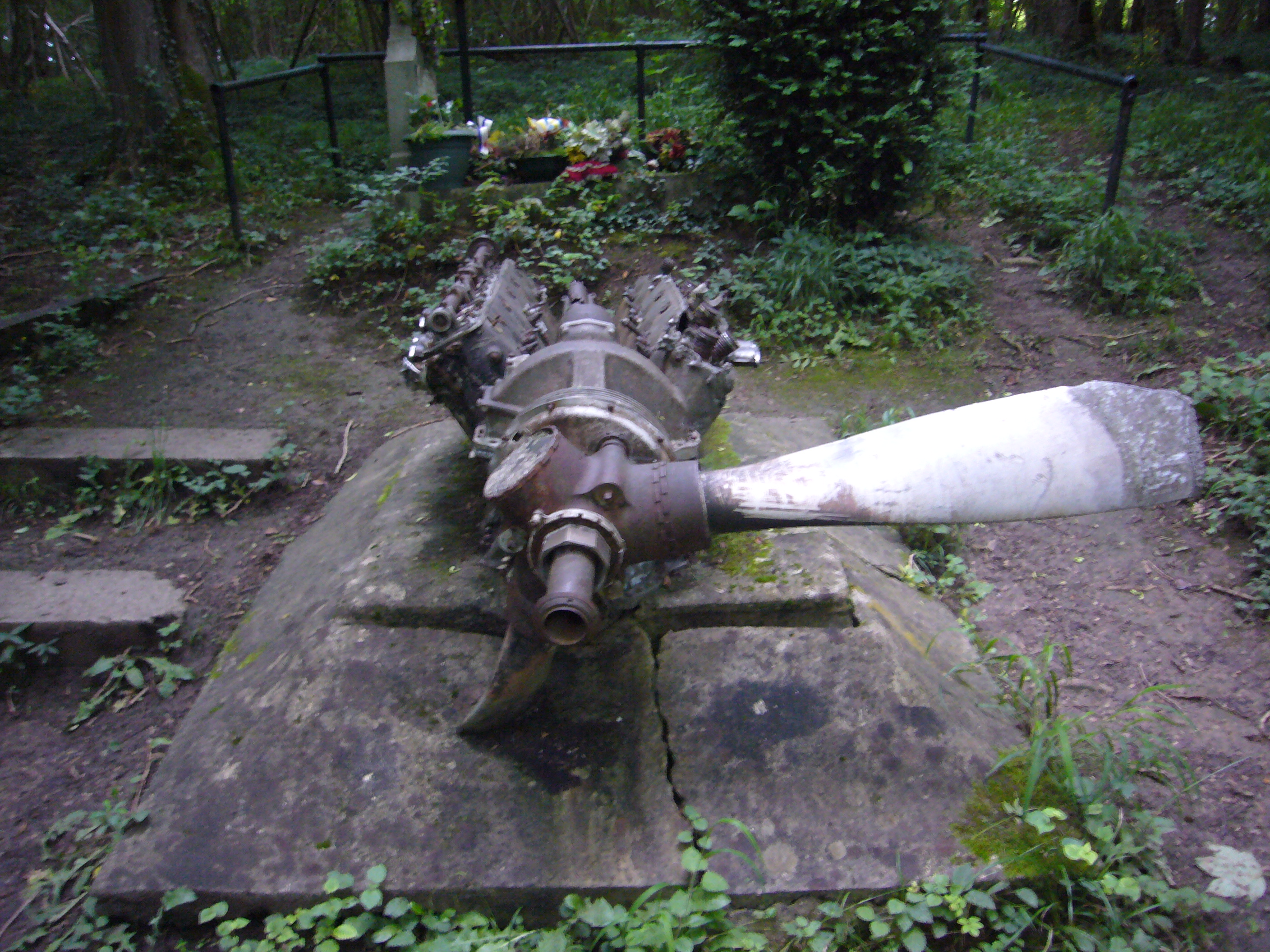
Monument de Longpont (Aisne) en mémoire du Lieutenant André Monty (GC I/2) abattu le 8 juin 1940 par des Bf 109 et inhumé sur place parmi les restes de son MS.406

- GC II/6 à Anglure-Vouarces : 34 avions (20 dispo). Il fut crédité de 8 victoires pour 12 avions perdus (3 tués) avant de passer sur D.520, tous ses MS.406 ayant été détruits au sol le 16 mai 1940.
- GC III/6 à Chissey s-/Loue : 36 avions (30 dispo), en cours de conversion sur D.520.
- GC I/7 à Rayak, Liban : 26 avions.
- GC II/7 à Luxeuil-Saint-Sauveur : 35 avions (24 dispo), en cours de conversion sur D.520.
- GC III/7 à Vitry-le-François : 34 avions (20 dispo). Il fut crédité de 15 victoires pour 24 avions perdus (7 tués) avant de passer sur D.520 fin juin 1940.
- GC I/10 à Oran-La Senia : 29 avions.
- ERC.574 à Sidi-Ahmed, Tunis : 11 avions.

Au cours de la campagne de France, les MS.406 remportèrent 191 victoires confirmées, plus 89 qui ne purent être homologuées. Environ 150 appareils furent abattus par la DCA ou en combat aérien et 300 autres disparurent, abandonnés lors des replis ou détruits par les bombardements de la Luftwaffe.

#### Sous Vichy

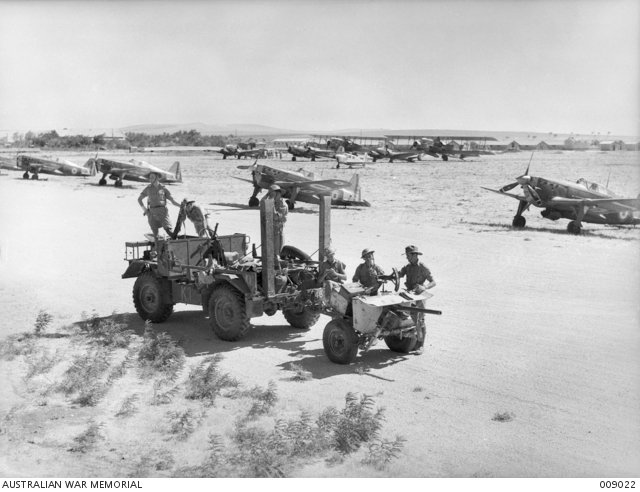
Des soldats australiens devant des Morane-Saulnier MS.406 sur l'aérodrome d'Alep en juin 1941 durant la campagne de Syrie.

Le GC I/6 étant dissous le 30 octobre 1940, l’Armée de l’Air d’Armistice ne conserva en métropole que 6 groupes de chasse monoplace sur Bloch MB.152 et en Afrique du Nord 6 groupes de chasse monoplace sur D.520 et Curtiss H-75. Le GC I/7 stationné à Rayak, Liban, et l’EC 2/595 (9 avions) basée à Bach Maï, Tonkin, étaient les deux seules unités de première ligne utilisant des MS.406. Une petite partie des appareils disponibles après la dissolution des unités de Métropole permirent la création d'une escadrille à Madagascar, d'autres appareils étant également utilisé en école.
Durant l’incident de Lạng Sơn (du 22 au 25 septembre 1940), un MS.406 fut gravement endommagé par des Ki-27 japonais alors qu’il escortait des Potez 25TOE et le Sgt Labussière abattit un bombardier japonais. Cette victoire est annulée officiellement pour éviter tout incident diplomatique majeur avec le Japon.
En septembre 1940 éclata la guerre franco-thaïlandaise. Le 10 octobre, 7 MS.406 sont envoyés à Tourane pour former une nouvelle escadrille de chasse, l’EC 2/596. La première mission de guerre a lieu le 23 novembre. Le 18 janvier 1941, l’Armée de l’Air en Indochine ne disposait plus que de 14 Morane. Les combats cessèrent le 28 janvier 1941, avec 4 victoires françaises pour 2 MS.406 détruits au sol par un bombardement. Les Morane-Saulnier furent réformés en 1942 faute de rechanges.
Le 15 mai 1941, la campagne de Syrie est déclenchée et les Britanniques attaquèrent les terrains d'aviation du Levant. Les pilotes français donnèrent la chasse aux Gloster Gladiator et autres Fairey Fulmar de la RAF, mais surtout appuyèrent les forces terrestres jusqu'à la capitulation. Après ralliement aux Forces françaises libres, le GC I/7 fut dissous et remplacé le 15 septembre 1941 par le Groupe de chasse Alsace. Il disposait de 14 MS.406 (2 inutilisables) et 6 appareils divers. Toujours basé à Rayak, il assura la défense des côtes libanaises, jusqu'à remplacement des MS.406 à bout de souffle par des Hurricane Mk I en aussi mauvais état en janvier 1942.
Le 5 mai 1942, durant la bataille de Madagascar, l’Escadrille 565 disposait à Antananarivo de 17 ou 18 MS.406, dont 11 disponibles, y compris un détachement permanent à Diégo Arrachart. Ils firent le coup-de-feu contre les troupes britanniques, puis sud-africaines. Ils ont donc été les derniers à participer à des opérations aériennes sous les cocardes françaises. C'est aux commandes de l'un de ces appareils, immatriculé 995, que le célèbre aviateur Jean Assollant, pilote de l’Oiseau Canari en 1929, fut abattu et tué le 7 mai 1942 par des Grumman Martlet du Squadron 881 de la Fleet Air Arm ayant décollé du porte-avions HMS Illustrious.

### Reichallemand
La Luftwaffe, qui avait récupéré près de 200 MS.406 en France, les affecta aux écoles de chasse, mais en céda dès la fin 1940 une partie à la Finlande. 98 appareils supplémentaires furent saisis en zone libre en novembre 1942. Ils furent cette fois répartis entre la Finlande (2 appareils), la Croatie (44 appareils) et l’Italie (52 appareils).

### Royaume de Bulgarie
Vingt avions prévus, commande annulée, intérêt reporté sur les MB.152.

### République de Chine
Treize avions arrivèrent à Haiphong, ne furent pas livrés aux Chinois mais intégrés à l'Armée de l'Air en Indochine.

### Croatie
Quarante-huit MS.406 sont reçus des Allemands.

### Royaume d'Italie
La Regia Aeronautica ne semble avoir utilisé que 25 des 52 MS.406 livrés par la Luftwaffe fin 1942.

### 

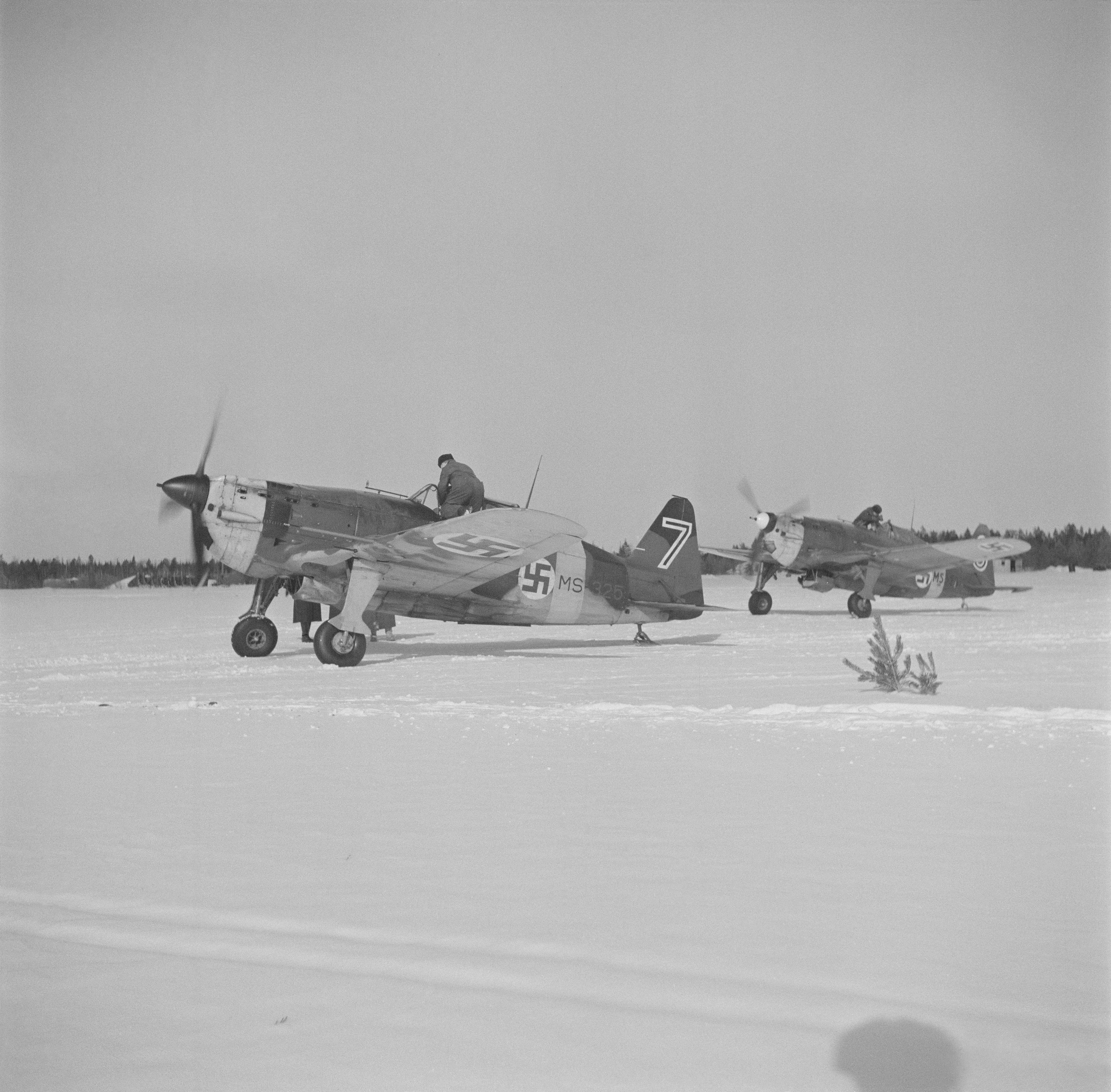
MS.406 (MS325), escadrille finlandaise 1/Llv 28, basé à Viitana en mars 42. Avion Morane no 7 du 1er lot livré par la France en février 1940, 1942

### Finlande

#### Livraisons françaises durant laGuerre d’Hiver
L'attaché français à Helsinki reçut le 28 décembre 1939 un télégramme annonçant une aide militaire à la Finlande. Elle comprenait pour les avions 50 Morane-Saulnier MS.406, bientôt augmentés de 80 Caudron CR 714, 46 Koolhoven F.K.58 et 62 Potez 633.
Les livraisons, inachevées, portèrent sur 30 Morane Saulnier [MS-301/330] et 6 Caudron. Les Morane-Saulnier furent assemblés par des mécaniciens français chez AB Aerotransport (en) à Malmö-Bulltofta, en Suède, et convoyés en vol vers la Finlande entre les 4 et 29 février 1940.
Armés de 3 mitrailleuses MAC-34 (une mitrailleuse remplaçant le canon de 20 mm d'origine), ils entrèrent immédiatement en action au sein de l’escadrille LLv 28 et le 17 février 1940 le 1.Lt T. Hyrkki abat un DB-3 sur le [MS-301]. Durant la Guerre d’Hiver le LLv 28 remporta 14 victoires sans la moindre perte.

#### Livraisons allemandes
Neuf MS.406 [MS-601/605 et MS-608/611] supplémentaires et deux MS.410 [MS-606/607] furent livrés en caisse par l’Allemagne entre les 18 décembre 1940 et 4 janvier 1941. À ces « prises de guerre » s’ajoutèrent sept MS.406 [MS-613, MS-619/20, MS-622/23 et MS-625/626] et huit MS.410 [MS-612, MS-614/618, MS-621 et MS-624] supplémentaires en 1941. Vingt-neuf nouveaux MS.406 [MS-627/655] furent achetés en Allemagne le 16 juillet 1942 et deux appareils supplémentaires [MS-656/657] furent livrés fin 1942. Le [MS-310] fut modifié localement en MS.410.
Les appareils fournis par l’Allemagne permirent d’équiper deux nouvelles escadrilles, les LeLv 14 en 1942 et Lev 34 en 1943.
Entre juin 1941 et septembre 1944, les trois unités finlandaises utilisant des Morane ont revendiqué 121 victoires, 105 ayant été homologuées, pour la perte de 46 appareils dont 18 seulement en combat. La dernière victoire fut enregistrée le 6 août 1944, un Bell P-39 Airacobra victime du [MS-609] piloté par le 1.Lt M. Niinimäki du TLeLv 14. Ces avions restèrent en service jusqu'au 11 septembre 1948, mais ne furent mis au rebut que quatre ans plus tard.

#### Performances des exemplaires finlandais
Les militaires finlandais mesurèrent des performances inférieures aux valeurs annoncées en France. La vitesse maximale du M.S. 406 était de 449 km/h à 5 480 m et pour le M.S. 410 de 470 km/h à 4 000 m.
Les temps de montée étaient les suivants :
| Altitude en m | temps de montée en min | taux moyen en m/s | vitesse en km/h |
| ------------- | ---------------------- | ----------------- | --------------- |
| 0             | /                      | /                 | 377             |
| 1 000         | 1 min 48 s             | 9,25              |                 |
| 3 000         | 5 min 30 s             | 9,09              |                 |
| 5 000         | 10 min                 | 8,33              |                 |

Le plafond était de 8 500 m pour les deux modèles d'avion.

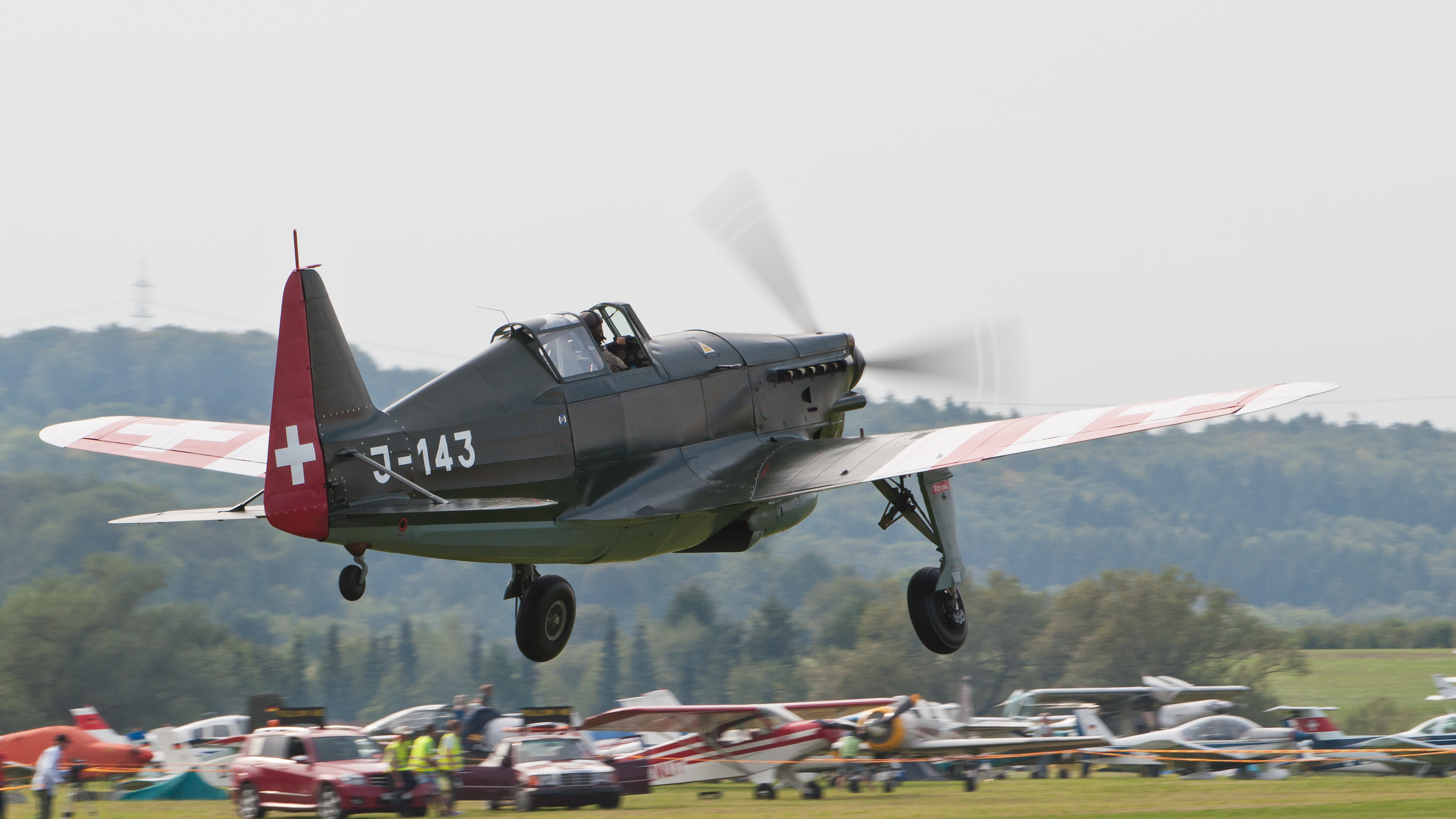

La version remotorisée du MS 406, le Mörkö-Morane de 1 100 ch, atteignait 525 km/h à 4 000 m.

### Lituanie
Douze exemplaires furent commandés, mais non livrés à cause d'une annulation du contrat.

### Pologne
Cent-soixante avions sont commandés, mais aucun n'est livré avant le début de la guerre.

### Suisse
Les 84 D-3800 et 207 D-3801 équipèrent jusqu'à neuf Fliegerkompagnien. Ces appareils servirent à garantir la neutralité des cieux suisses, aux côtés des Messerschmitt Bf 109 E-3, entre 1940 et 1945. Après la guerre, les appareils sont transformés en avions d'attaque au sol, pouvant emporter des roquettes de 80 mm et/ou des bombes légères de 3 kg. À partir de 1954, ils sont relégués à l'instruction et l'entraînement ds unités de DCA. Leur retrait final s'étale entre 1955 et 1959.

### Turquie
Quarante-cinq MS.406 furent commandés, et 30 livrés en février-mars 1940.

### Royaume de Yougoslavie
Un MS.406 (ex-croate) fut capturé par des partisans.

## Appareils conservés
Trois appareils de la variante D-3801 sont encore exposés au public :

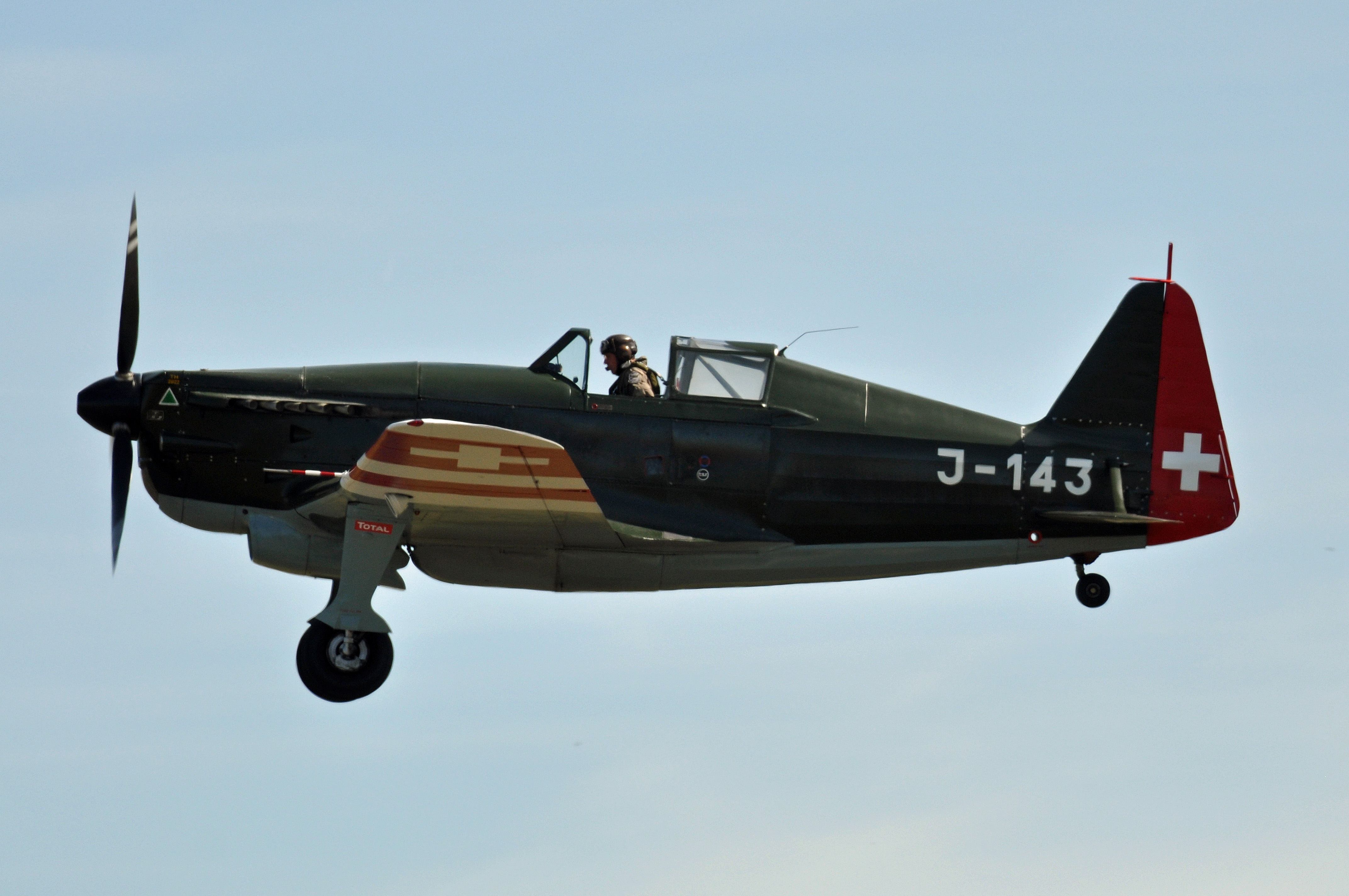
Le dernier exemplaire en état de vol, issue des Forces aériennes suisses, au meeting Air Legend 2018 à Villaroche.

- Le [HB-RCF] (D-3801 no 194, anciennement J-143), basé à Bex en Suisse, est le seul et unique exemplaire en état de vol. Propriété d'Eric Chardonnens (qui le pilote depuis le 14 juillet 2017) et exploité par l'association Morane Charlie Fox, il participe à de nombreux meetings aériens. Autrefois peint avec des couleurs rendant honneur à la chasse française, en l'occurrence celles de son précédent propriétaire, l'as de guerre Arthur Coadou, il est désormais repeint aux couleurs suisses et a retrouvé son matricule J-143.
- Le D-3801 no 15 (ex J-277) est exposé au Musée de l'Air du Bourget en France.
- Le D-3801 no 66 [J-276] est exposé au Flieger Flab Museum à Dübendorf en Suisse.

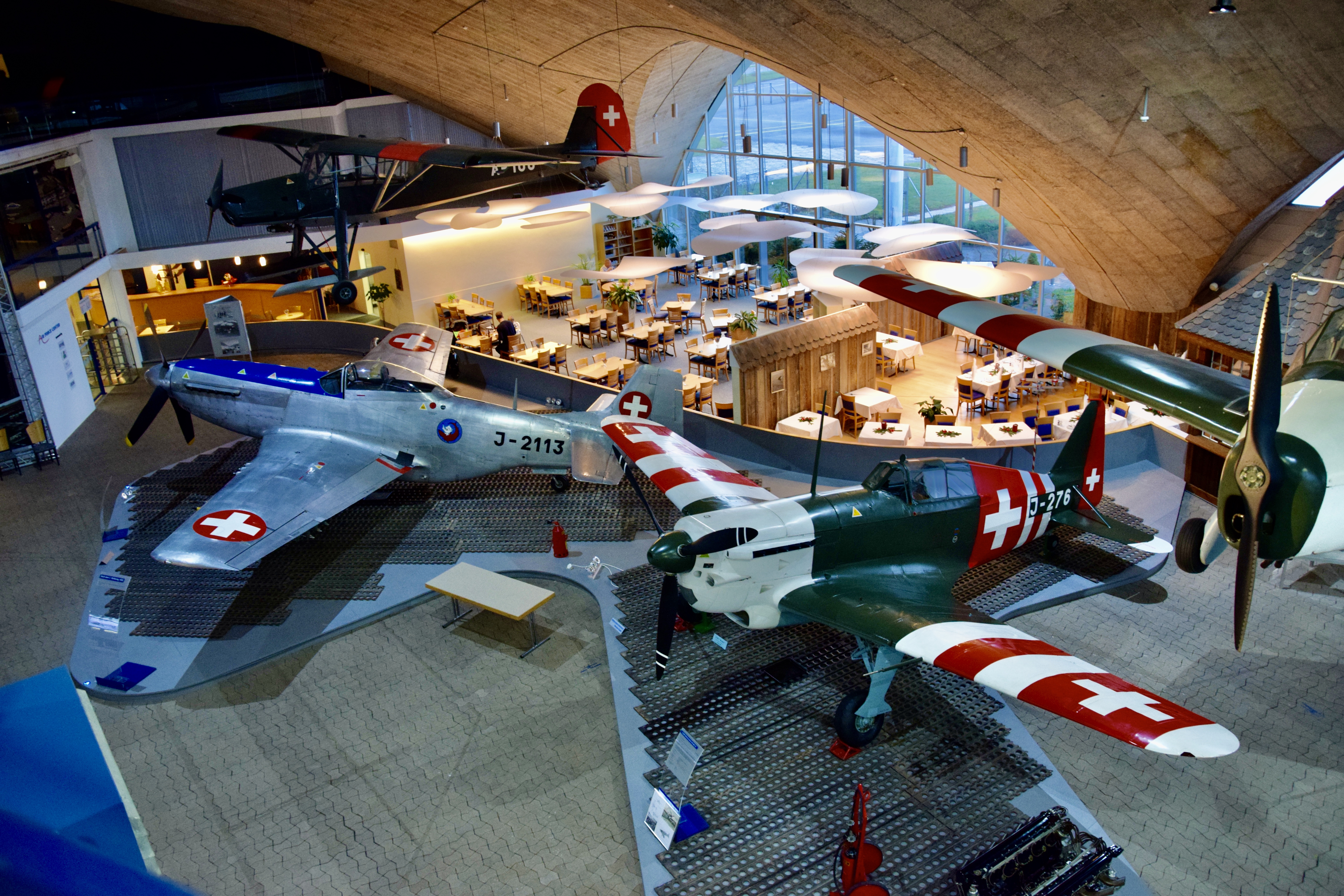
Avec un North American P-51 Mustang au Flieger Flab Museum de Dübendorf (Suisse).

## Quelques avions de chasse du conflit mondial en photos

Quelques avions de chasse de la Seconde Guerre mondiale
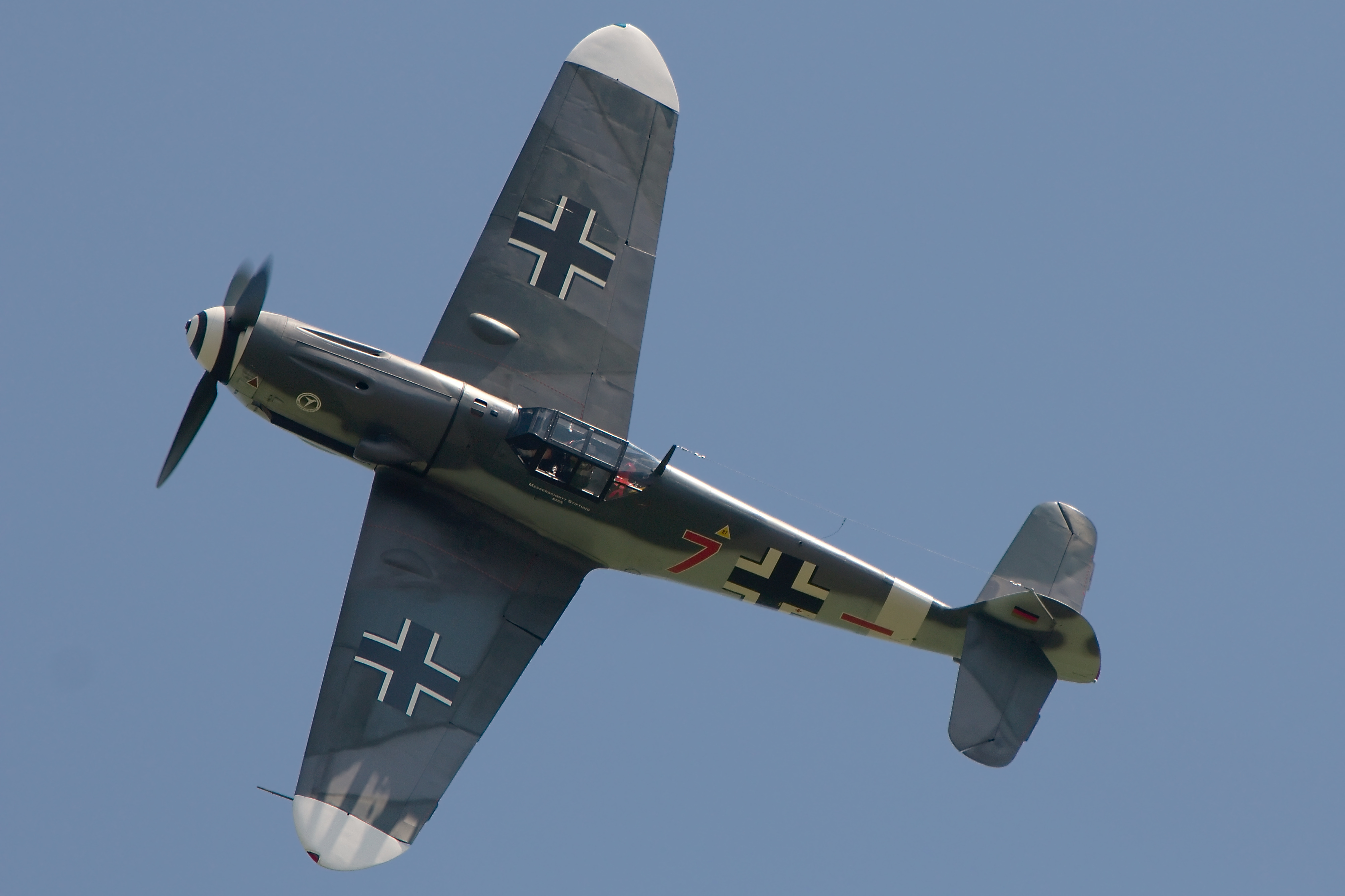
Messerschmitt Bf 109 allemand (1937).
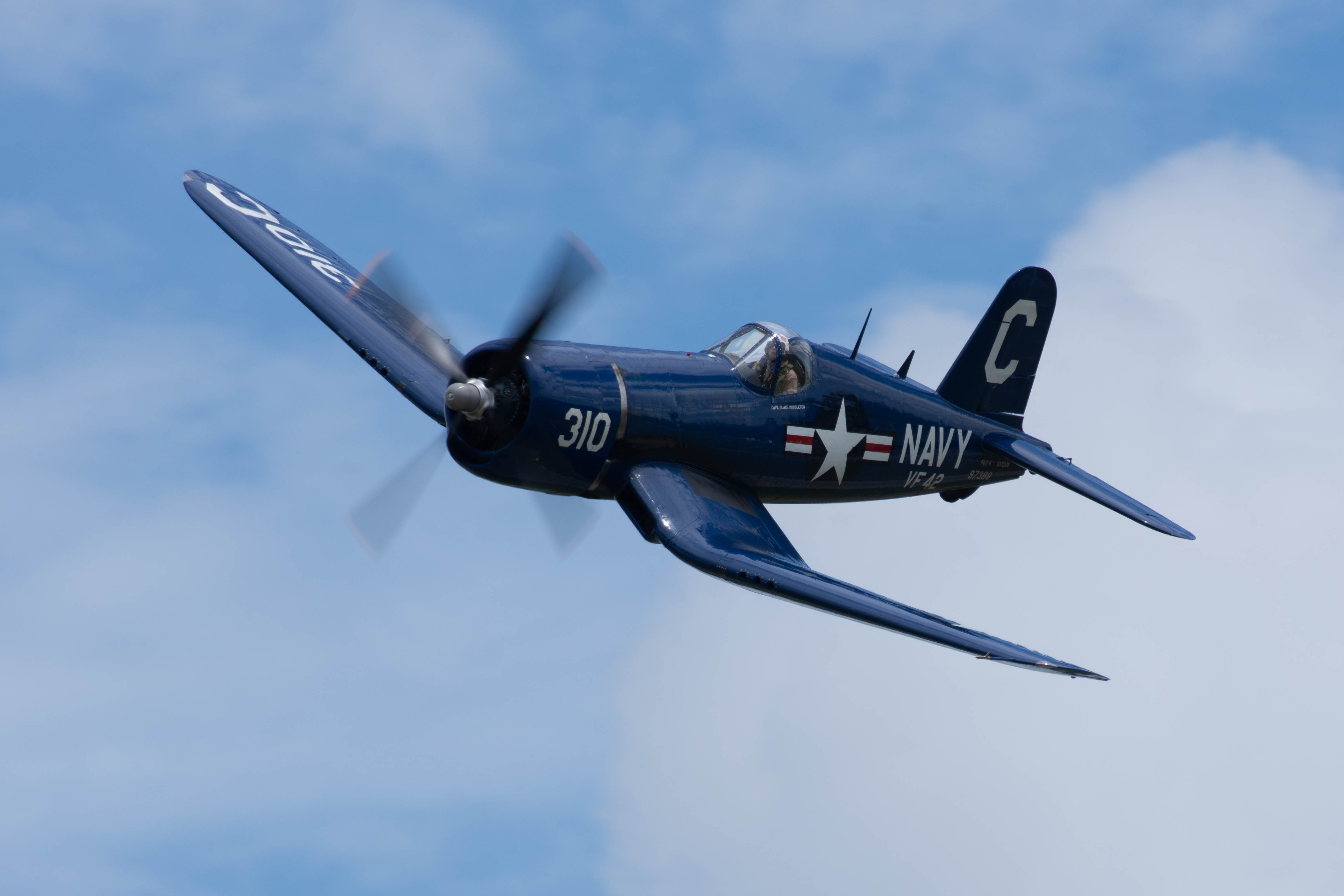
Chance Vought F4U Corsair américain (1942).
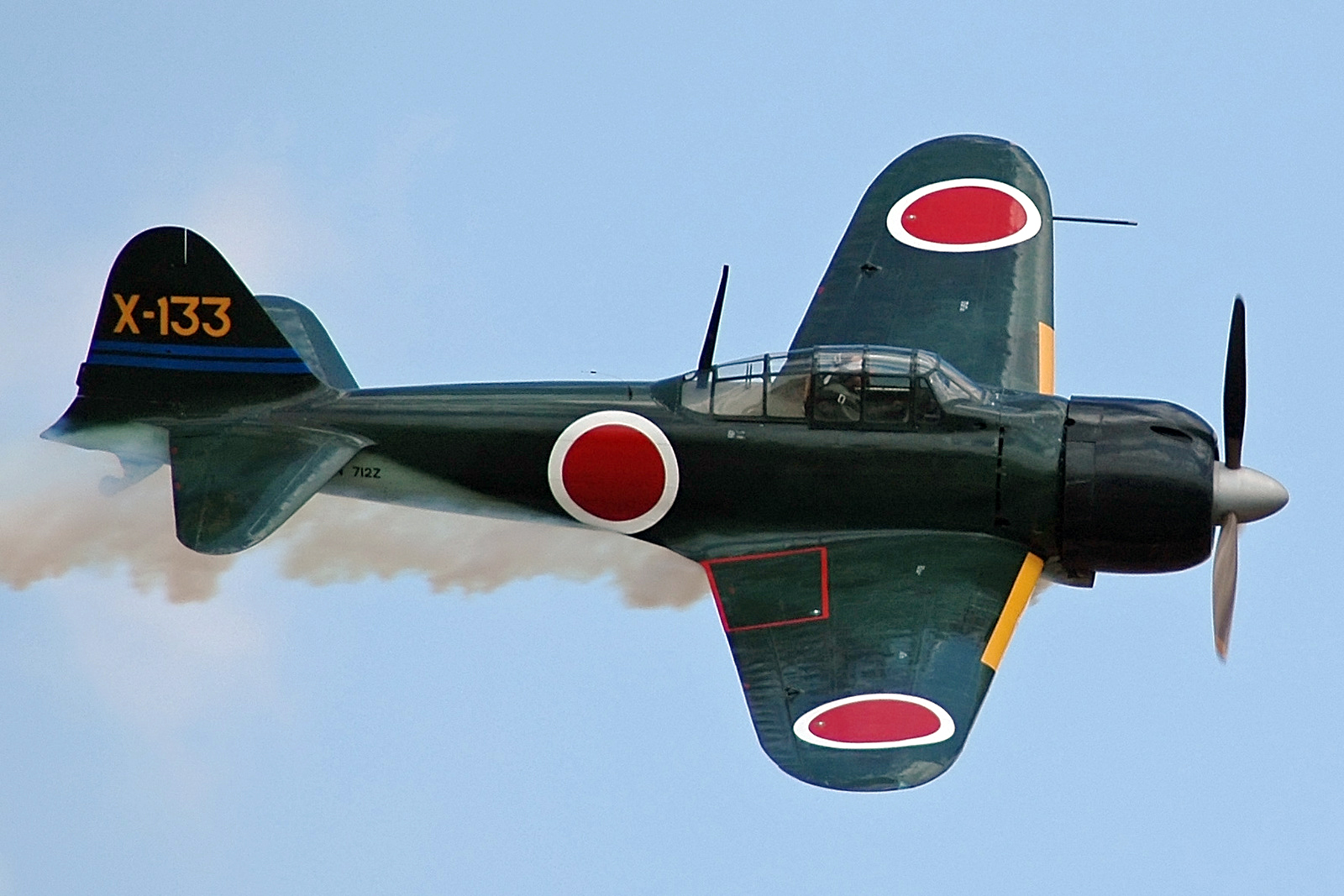
Mitsubishi A6M « Zero » japonais (1939).
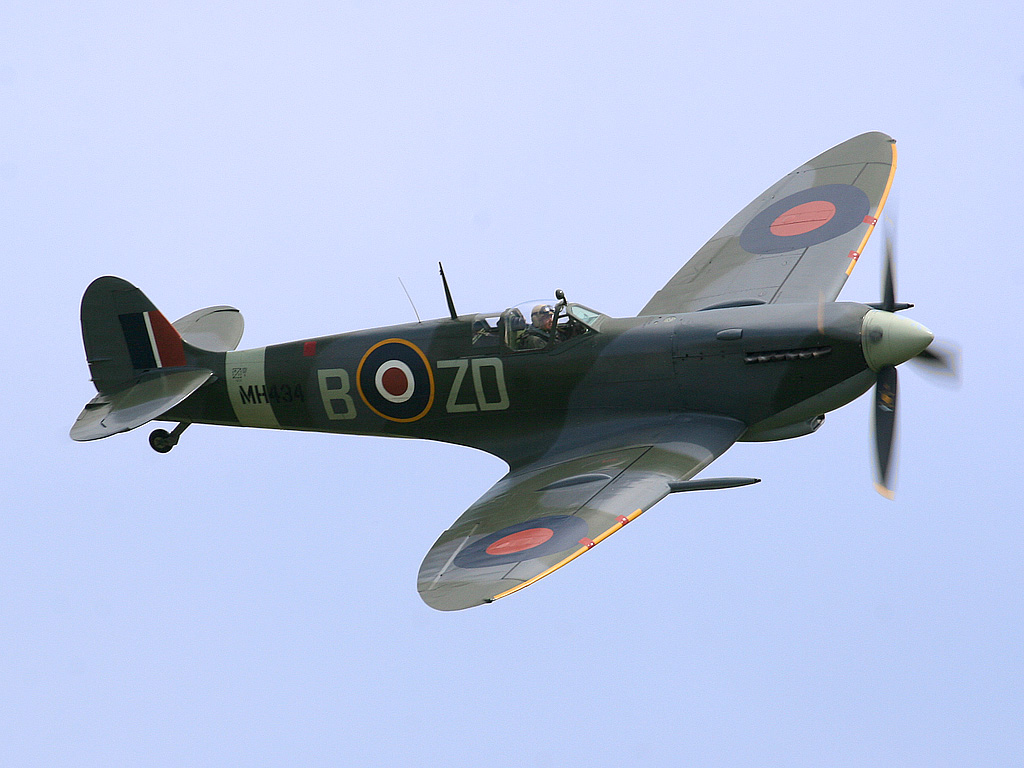
Supermarine Spitfire anglais (1938).